# Cylindra
Cylindra är ett släkte av skalbaggar. Cylindra ingår i familjen vivlar.
Kladogram enligt Catalogue of Life:
| Cylindra | \| \| Cylindra bimaculata \| \| \| \| \| \| Cylindra platypus \| \| \| \| |
|          | \| \| Cylindra bimaculata \| \| \| \| \| \| Cylindra platypus \| \| \| \| |
|          | Cylindra bimaculata                                                       |
|          |                                                                           |
|          | Cylindra platypus                                                         |
|          |                                                                           |